# Florence Foster Jenkins
Florence Foster Jenkins, ameriška sopranistka, * 19. julij 1868, Wilkes-Barre, Pensilvanija, † 26. november 1944, New York.
Florence je postala slavna zaradi svoje popolne pevske nesposobnosti.

## Življenje
Rodila se je v premožni družini in si želela študirati glasbo v inozemstvu. Starši ji študija niso želeli omogočiti, enakega mnenja je bil njen mož, zdravnik Frank Thornton Jenkins. Šele po očetovi smrti je s pomočjo dediščine prišla do sredstev, s katerimi si je lahko privoščila pevsko kariero, v Filadelfiji je ustanovila in financirala Verdijev klub, začela obiskovati pevske tečaje in hkrati nastopati na svojih pevskih recitalih. Po materini smrti (1912) je dobila še več svobode in finančnih sredstev.
Iz njenih glasbenih posnetkov je jasno razvidno, da je imela Jenkinsonova le malo občutka za ritem in intonacijo, le s težavo se je obdržala na enem tonu. Slišati je možno, kako se je korepetitor prilagajal njenim napakam v ritmu in tempu. Navkljub temu, oziroma prav zaradi tega nenavadnega načina petja pa je Florence postala izjemno popularna. Njeno občinstvo jo je očitno oboževalo zaradi zabave, ne zaradi njenih pevskih sposobnosti. Pevka je bila popolnoma prepričana o veličini svojega talenta. Primerjala se je z znanimi sopranistkami (npr. Frieda Hempel, Luisa Tetrazzini), posmehovanje množic pa je označila kot »profesionalno ljubosumnost«. Zavedala se je svojih kritik, ki pa jih je odpravljala z besedami: »Ljudje lahko govorijo, da ne znam peti, nihče pa ne more reči, da nisem pela.« Njene težave pripisujejo sifilisu, ki ga je dobila od moža in naj bi ji okvaril koordinacijo ter sluh. Še vedno pa ni gotovo, ali je bila resnično prepričana o svoji nadarjenosti, ali pa se je zavedala, da predstavlja le predmet posmeha.
Jenkinsova je na svojih recitalih na grotesken način pela glasbo standardnega opernega repertoarja, kot so npr. arije Mozarta, Verdija in Richarda Straussa, Brahmsove pesmi itd.  
Po avtomobilski nesreči leta 1943, ki jo je doživela v taksiju, je spoznala, da lahko poje »višji F kot kdajkoli prej«. Namesto tožbe je taksistu poslala škatlo dragih cigar. V starosti 76-ih let je Jenkinsova končno uslišala prošnje vedno večje skupine oboževalcev in 25. oktobra 1944 nastopila v newyorškem Carnegie Hallu. Predstava je bila tako težko pričakovana, da so bile vstopnice razprodane tedne pred koncertom. Mesec za tem je pevka umrla.